# Glenea similis
Glenea similis là một loài bọ cánh cứng trong họ Cerambycidae.